# Friedrich Gütte
Friedrich Gütte (* 19. Januar 1779 in Patin, einem Dorf zwischen Wittenberg und Torgau; † 16. September 1843 in Berlin) war ein deutscher Verwaltungsbeamter  und der  Initiator der Gründung des Seebads Zoppot bei Danzig.

## Leben
An Güttes Geburtsort war sein Vater, den er im Alter von sechs Jahren verlor, Prediger gewesen. Seine Mutter schickte ihn zunächst nach Torgau zur Schule, nach sechs Jahren dann  auf eine höhere Schule in Halle, wo er sich auf das Universitätsstudium vorbereiten sollte. Von 1798 bis 1801 absolvierte er ein Studium der Rechtswissenschaften und fand anschließend als Jurist Beschäftigung auf dem Gut Celbau  des Bruders seiner Mutter, des Stadtrichters Fähndrich in Putzig. 1803 wurde er an das Stadtgericht in Danzig berufen und dort als Auskultator vereidigt. Nach bestandenem Examen wurde er 1808 nach Neustadt in Westpreußen versetzt, wo er die Geschäfte des dortigen Stadt- und Landgerichts verwalten sollte.
Im Jahr 1811 wurde Gütte zum Bürgermeister von Neustadt gewählt und zum Etappenkommissar ernannt. In letzterer Funktion hatte er die Verpflichtung, im Landkreis die Transportmittel für die in großen Scharen nach Osten eilenden Soldaten Napoleon Bonapartes zu beschaffen. Es gelang ihm, überzogene Forderungen der französischen Usurpatoren zu dämpfen, wofür  ihm die Landbevölkerung dankbar war.
1813 meldete er sich als einer der ersten Freiwilligen und nahm als Offizier des zweiten westpreußischen Landwehrregiments  an erfolgreichen Schlachten gegen das Heer Napoleons teil. 1815 wurde er zum Kapitän und Kompanieführer befördert. Als das Regiment 1816 beurlaubt wurde, verließ er seinen damaligen Garnisonsstandort Mewe und ging mit halbem Sold zu seinem Onkel auf das Gut Celbau. Dort kurierte er eine Fußverletzung, die er sich beim Marschieren bei großer Kälte zugezogen hatte, bis er 1819 als Intendant an das Domänenamt im Dorf Brück an der Putziger Wiek berufen wurde.
Von der natürlichen Schönheit der Umgebung beeindruckt, fasste er in Brück den Entschluss, das etwa 19 Kilometer weiter südlich gelegene Fischerdorf Zoppot, das seinerzeit aus sieben ärmlichen Hütten mit Strohdächern bestand, zu einem mondänen Seebad auszubauen. Er bewirkte noch im gleichen Jahr zu diesem Zweck die Verlegung das Domänenamts nach Zoppot. Alle Anstrengungen, private Geldgeber dazu zu veranlassen, in Zoppot eine ordentliche Seebadeanstalt aufzubauen, wie auch Bemühungen der königlichen Regierung, eine solche Badeanstalt mit Hilfe einer Aktiengesellschaft zu verwirklichen, waren fehlgeschlagen, bis sich schließlich der Arzt Johann Georg Haffner aus Danzig bereit erklärte, die benötigten Geldmittel beizubringen und in Zoppot eine Badeanstalt zu errichten.
Zoppot war das einzige größere Seebad, das ohne finanzielle Unterstützung durch den Staat aufgebaut werden musste, obwohl Gütte öffentliche Förderungen stets befürwortet hatte. Gütte, dessen Tatkraft, Geschick und Umsicht das Seebad Zoppot seine Entstehung verdankt, zog sich  nach Querelen zunächst aus den Geschäften des eigentlichen Seebads zurück und schied im August 1843 gänzlich aus dem Beamtenverhältnis aus. Er hatte sich in der Stadt Putzig an der Putziger Wiek zur Ruhe setzen wollen, starb 1843 jedoch überraschend während eines Besuchs der Stadt Berlin.